# Egerton L. Ballachey
Egerton Leopold Ballachey (* 7. August 1908 in Ireton; † 9. Mai 1969 in Walnut Creek) war ein US-amerikanischer Sozialpsychologe und außerordentlicher Professor an der University of California, Berkeley.

## Leben
Seine Eltern waren Dr. John Egerton Ballachey und Ada Garst Ballachey. Er erhielt seine frühe Ausbildung in den öffentlichen Schulen verschiedener Städte in Iowa, machte 1925 seinen Abschluss an der Sioux City Central High School und erwarb seinen Bachelor-Abschluss am Morningside College in Iowa, hier er studierte die Fächer Englisch, Philosophie und Psychologie. Danach studierte er Psychologie an der University of Minnesota, speziell arbeitete er in dem dortigen Tierlabor. Nach zwei Jahren erlangte er 1931 hier einen M.A. in Neuropsychologie. Danach nahm er eine Stelle als Teaching Fellow am Department of Psychology an der University of California, Berkeley an. Hier begann er seine Zusammenarbeit mit Edward Tolman, wobei er sich weiterhin mit Tierpsychologie und dem Gebiet des tierischen Lernens beschäftigte. Nach seiner Promotion widmete er sich dem Studium des Menschen, wobei er sich in Lehre und Forschung mit Sozialpsychologie, Persönlichkeitspsychologie und klinischer Psychologie beschäftigte.
Seine nächste Station war das Michigan State College, wo er von 1935 bis 1946 Mitglied des Lehrkörpers blieb. In den letzten beiden Jahren wurde er zum Kriegsdienst beurlaubt, und zwar 1944 bis 1945 als leitender Psychologe im Office of Strategic Services, dem Nachrichtendienst des Kriegsministeriums der Vereinigten Staaten, und 1945 bis 1946 als Forschungsanalytiker für die United States Strategic Bombing Survey. Nach dem Krieg blieb er noch ein Jahr lang bis 1947 im Staatsdienst als Leiter der Beurteilungsabteilung der Central Intelligence Group. 1947 kehrte er wieder nach Berkeley zurück und blieb hier bis zu seinem Tod.

## Werk
Nachdem er sich in seiner frühen Forschungsphase mit dem Lernen von Ratten beschäftigt hatte, führte er in seiner späteren Zeit in Berkeley eine bahnbrechende Studie zur Sozialpsychiatrie sowie einige der ersten Studien über die soziale Struktur psychiatrischer Kliniken durch. In Berkeley verlieh er der klinischen Lehre einen sozialpsychologischen und der Lehre der Sozialpsychologie einen klinischen Anstrich. Er war als Forschungsberater für verschiedene Einrichtungen tätig. Er verfasste auch ein Lehrbuch über Sozialerhebung und mit David Krech und Richard S. Crutchfield ein weit verbreitetes und in mehrere Sprachen übersetztes Lehrbuch der Sozialpsychologie.

## Privates
Seine Frau Maude Louise Baily lernte er in seiner Zeit am Michigan State College kennen; beide heirateten am 30. Juni 1936. Aus der Ehe gingen ein Sohn, Michael Ballachey, und eine Tochter, Elisabeth Ballachey Room, hervor. Er selbst verstarb im 61. Lebensjahr an einer Lungenembolie.

## Publikationen (Auswahl)
- Study guide with brief research projects for Individual in society by Krech, Crutchfield, and Ballachey. McGraw-Hill, New York 1963, ISBN 978-0-07-003576-8.
- Mit David Krech; Richard S. Crutchfield: Individual in Society: A Textbook of Social Psychology. McGraw-Hill, New York 1962.
- Mit Calvin Hall: A study of the rat's behavior in a field: A contribution to method in comparative psychology. University of California Press, Berkeley 1932 (Verlag Kraus Reprints, 1976).
- Psychological operations. Thailand Project Prosyms.  Special Operations Research Office, the American University, Washington DC 1959.[1]